# Позиція Лусени
|   | a                                                                                  | b                                                                                  | c                                                                                  | d                                                                                  | e                                                                                  | f                                                                                  | g                                                                                  | h                                                                                  |   |
| 8 | g8 білий король · e7 чорний король · g7 білий пішак · h2 чорна тура · f1 біла тура | g8 білий король · e7 чорний король · g7 білий пішак · h2 чорна тура · f1 біла тура | g8 білий король · e7 чорний король · g7 білий пішак · h2 чорна тура · f1 біла тура | g8 білий король · e7 чорний король · g7 білий пішак · h2 чорна тура · f1 біла тура | g8 білий король · e7 чорний король · g7 білий пішак · h2 чорна тура · f1 біла тура | g8 білий король · e7 чорний король · g7 білий пішак · h2 чорна тура · f1 біла тура | g8 білий король · e7 чорний король · g7 білий пішак · h2 чорна тура · f1 біла тура | g8 білий король · e7 чорний король · g7 білий пішак · h2 чорна тура · f1 біла тура | 8 |
| 7 | g8 білий король · e7 чорний король · g7 білий пішак · h2 чорна тура · f1 біла тура | g8 білий король · e7 чорний король · g7 білий пішак · h2 чорна тура · f1 біла тура | g8 білий король · e7 чорний король · g7 білий пішак · h2 чорна тура · f1 біла тура | g8 білий король · e7 чорний король · g7 білий пішак · h2 чорна тура · f1 біла тура | g8 білий король · e7 чорний король · g7 білий пішак · h2 чорна тура · f1 біла тура | g8 білий король · e7 чорний король · g7 білий пішак · h2 чорна тура · f1 біла тура | g8 білий король · e7 чорний король · g7 білий пішак · h2 чорна тура · f1 біла тура | g8 білий король · e7 чорний король · g7 білий пішак · h2 чорна тура · f1 біла тура | 7 |
| 6 | g8 білий король · e7 чорний король · g7 білий пішак · h2 чорна тура · f1 біла тура | g8 білий король · e7 чорний король · g7 білий пішак · h2 чорна тура · f1 біла тура | g8 білий король · e7 чорний король · g7 білий пішак · h2 чорна тура · f1 біла тура | g8 білий король · e7 чорний король · g7 білий пішак · h2 чорна тура · f1 біла тура | g8 білий король · e7 чорний король · g7 білий пішак · h2 чорна тура · f1 біла тура | g8 білий король · e7 чорний король · g7 білий пішак · h2 чорна тура · f1 біла тура | g8 білий король · e7 чорний король · g7 білий пішак · h2 чорна тура · f1 біла тура | g8 білий король · e7 чорний король · g7 білий пішак · h2 чорна тура · f1 біла тура | 6 |
| 5 | g8 білий король · e7 чорний король · g7 білий пішак · h2 чорна тура · f1 біла тура | g8 білий король · e7 чорний король · g7 білий пішак · h2 чорна тура · f1 біла тура | g8 білий король · e7 чорний король · g7 білий пішак · h2 чорна тура · f1 біла тура | g8 білий король · e7 чорний король · g7 білий пішак · h2 чорна тура · f1 біла тура | g8 білий король · e7 чорний король · g7 білий пішак · h2 чорна тура · f1 біла тура | g8 білий король · e7 чорний король · g7 білий пішак · h2 чорна тура · f1 біла тура | g8 білий король · e7 чорний король · g7 білий пішак · h2 чорна тура · f1 біла тура | g8 білий король · e7 чорний король · g7 білий пішак · h2 чорна тура · f1 біла тура | 5 |
| 4 | g8 білий король · e7 чорний король · g7 білий пішак · h2 чорна тура · f1 біла тура | g8 білий король · e7 чорний король · g7 білий пішак · h2 чорна тура · f1 біла тура | g8 білий король · e7 чорний король · g7 білий пішак · h2 чорна тура · f1 біла тура | g8 білий король · e7 чорний король · g7 білий пішак · h2 чорна тура · f1 біла тура | g8 білий король · e7 чорний король · g7 білий пішак · h2 чорна тура · f1 біла тура | g8 білий король · e7 чорний король · g7 білий пішак · h2 чорна тура · f1 біла тура | g8 білий король · e7 чорний король · g7 білий пішак · h2 чорна тура · f1 біла тура | g8 білий король · e7 чорний король · g7 білий пішак · h2 чорна тура · f1 біла тура | 4 |
| 3 | g8 білий король · e7 чорний король · g7 білий пішак · h2 чорна тура · f1 біла тура | g8 білий король · e7 чорний король · g7 білий пішак · h2 чорна тура · f1 біла тура | g8 білий король · e7 чорний король · g7 білий пішак · h2 чорна тура · f1 біла тура | g8 білий король · e7 чорний король · g7 білий пішак · h2 чорна тура · f1 біла тура | g8 білий король · e7 чорний король · g7 білий пішак · h2 чорна тура · f1 біла тура | g8 білий король · e7 чорний король · g7 білий пішак · h2 чорна тура · f1 біла тура | g8 білий король · e7 чорний король · g7 білий пішак · h2 чорна тура · f1 біла тура | g8 білий король · e7 чорний король · g7 білий пішак · h2 чорна тура · f1 біла тура | 3 |
| 2 | g8 білий король · e7 чорний король · g7 білий пішак · h2 чорна тура · f1 біла тура | g8 білий король · e7 чорний король · g7 білий пішак · h2 чорна тура · f1 біла тура | g8 білий король · e7 чорний король · g7 білий пішак · h2 чорна тура · f1 біла тура | g8 білий король · e7 чорний король · g7 білий пішак · h2 чорна тура · f1 біла тура | g8 білий король · e7 чорний король · g7 білий пішак · h2 чорна тура · f1 біла тура | g8 білий король · e7 чорний король · g7 білий пішак · h2 чорна тура · f1 біла тура | g8 білий король · e7 чорний король · g7 білий пішак · h2 чорна тура · f1 біла тура | g8 білий король · e7 чорний король · g7 білий пішак · h2 чорна тура · f1 біла тура | 2 |
| 1 | g8 білий король · e7 чорний король · g7 білий пішак · h2 чорна тура · f1 біла тура | g8 білий король · e7 чорний король · g7 білий пішак · h2 чорна тура · f1 біла тура | g8 білий король · e7 чорний король · g7 білий пішак · h2 чорна тура · f1 біла тура | g8 білий король · e7 чорний король · g7 білий пішак · h2 чорна тура · f1 біла тура | g8 білий король · e7 чорний король · g7 білий пішак · h2 чорна тура · f1 біла тура | g8 білий король · e7 чорний король · g7 білий пішак · h2 чорна тура · f1 біла тура | g8 білий король · e7 чорний король · g7 білий пішак · h2 чорна тура · f1 біла тура | g8 білий король · e7 чорний король · g7 білий пішак · h2 чорна тура · f1 біла тура | 1 |
|   | a                                                                                  | b                                                                                  | c                                                                                  | d                                                                                  | e                                                                                  | f                                                                                  | g                                                                                  | h                                                                                  |   |

Позиція Лусени (англ. Lucena position) — це типова шахова позиція в ендшпілі «тура та пішак проти тури». Сильнішій стороні слід всіляко прагнути досягнути цієї позиції, щоб перемогти у партії. Позиція отримала назву на честь іспанського шахіста Луїса Раміреса де Лусени, автора першого відомого друкованого посібника з шахів.

## Опис позиції
Одна із найвідоміших і основних позицій теоретично шахового ендшпілю, де в одного гравця є тура і пішак, а у іншого тільки тура. Якщо гравець з пішаком зможе досягти такої позиції, то зможе виграти гру. Більшість закінчень ендшпілю «Тура і пішак проти тури» досягають або позиції Лусени, або позиції Філідора. Сторона з пішаком намагатиметься досягти позиції Лусени, щоб виграти, при цьому інша сторона спробує досягти позиції Філідора, щоб зробити нічию.
Білі виграють за допомогою прийому, відомого у теорії як «зведення моста»:
1. Тf4 Тh1
2. Тe4+ Крd7
3. Крf7 Тf1+
4. Крg6 Тg1+
5. Крf6 Тf1+
6. Крg5 Тg1+
7. Тg4
У шаховій літературі немає чіткого визначення позиції Лусени. Багато авторів розуміють під нею різні позиції. Узагальнені ознаки такої позиції це:
- пішак на 7 горизонталі;
- король гравця, що має пішака, розташований на полі перетворення пішака.

Далі йдуть відмінності, від яких коливається кількість способів вирішення позиції.